# Profetas de Zwickau
Os profetas de Zwickau (em alemão:  Zwickauer Propheten, Zwickauer Storchianer) foram três homens da Reforma Radical de Zwickau no Eleitorado da Saxônia no Sacro Império Romano-Germânico, que possivelmente estiveram envolvidos em uma perturbação na vizinha Wittenberg e sua evolução da Reforma no início de 1522.
Os três homens – Nikolaus Storch, Thomas Dreschel e Markus Stübner – começaram seu movimento em Zwickau. Embora esses três nomes sejam favorecidos em estudos recentes, outros têm sido sugeridos. Lars Pederson Qualben usou o nome "Marx" para "Dreschel", e Henry Clay Vedder substituiu Dreschel por Marcus Thomä (William Roscoe Estep deu a Stübner o nome do meio "Thomas").
A relação dos Profetas de Zwickau com o movimento anabatista tem sido interpretada de várias maneiras. Eles foram vistos como uma fundação precursora do Anabatismo antes da ascensão dos Irmãos Suíços em 1525, como não relacionados ao movimento, exceto pela influência sobre Thomas Müntzer e como sendo uma fundação dupla com os Irmãos Suíços para formar um movimento composto de Anabatismo. Independentemente da relação exata com o anabatismo, os profetas de Zwickau apresentaram uma alternativa radical a Lutero e ao protestantismo convencional, como demonstrado em seu envolvimento em distúrbios em Wittenberg.

## Teologia
Talvez a característica mais distintiva dos Profetas de Zwickau fosse seu espiritualismo, que era que revelações diretas do Espírito Santo, não das Escrituras, eram sua autoridade em assuntos teológicos.  Outra característica altamente distintiva foi sua oposição ao batismo infantil. Apesar de sua rejeição ao pedobatismo, os Profetas de Zwickau não parecem ter se afastado da teoria para ter tomado a vez, que marcaria o anabatismo, para praticar o batismo adulto dos crentes.
Os Profetas de Zwickau também sustentavam o apocalíptico iminente, o que os levou a acreditar que o fim dos dias viria em breve. Eles também possivelmente buscavam uma Igreja dos Crentes, que seria separada das igrejas estatais do protestantismo e do catolicismo.
Os profetas de Zwickau foram influenciados pelos valdenses e taboritas.

## Müntzer
Thomas Müntzer ocupou dois cargos como pregador em Zwickau em 1520/21 e teve contato com os profetas de Zwickau. Embora Müntzer possa ter se associado por um tempo a eles e mantido pontos de vista semelhantes a eles em várias áreas da doutrina, isso não é o mesmo que Müntzer fazer parte de seu grupo. Como Vedder explicou, Müntzer estava "com" os profetas, mas não "deles".  Alguns historiadores, no entanto, afirmaram que, em vez dos Profetas Zwickau e Müntzer serem paralelos com uma influência mútua, Müntzer usou os Profetas para seus fins revolucionários.

## Nova explicação
Enquanto a narrativa acima dos eventos de Wittenberg no início de 1522 e a associação dos Profetas de Zwickau com eles se tornaram a explicação padrão do livro didático do caso, Olaf Kuhr propôs uma nova explicação para entender a ocasião. Referenciando fontes primárias, como correspondências, Kuhr conclui que Dreschel e Storch deixaram Wittenberg antes de 1º de janeiro e Stübner em 6 de janeiro. Com o primeiro par em Wittenberg por não mais do que quatro dias e o segundo por não mais do que dez, Kuhr questionou quão grande de um impacto os profetas poderiam ter tido e se eles eram a fonte dos distúrbios de Wittenberg. Sua ausência explicaria a observação de Qualben (observando que é nomeado por Kuhr como sustentando a historiografia mais antiga) de que Lutero não fez referências pessoais aos profetas nos oito sermões pregados em seu retorno.
Kuhr também desafiou a explicação mais antiga sobre o confronto que os profetas tiveram com Lutero. Kuhr concluiu que os profetas não vieram a Lutero como um grupo, mas cada um se aproximou de Lutero em vários momentos no ano seguinte durante visitas separadas a Wittenberg. O relato de Lutero sobre os encontros, embora parecendo singular, pode ter sido uma mistura de reuniões separadas, cada reunião sendo semelhante o suficiente para Lutero descrever como um.